# 러시아어 필기체

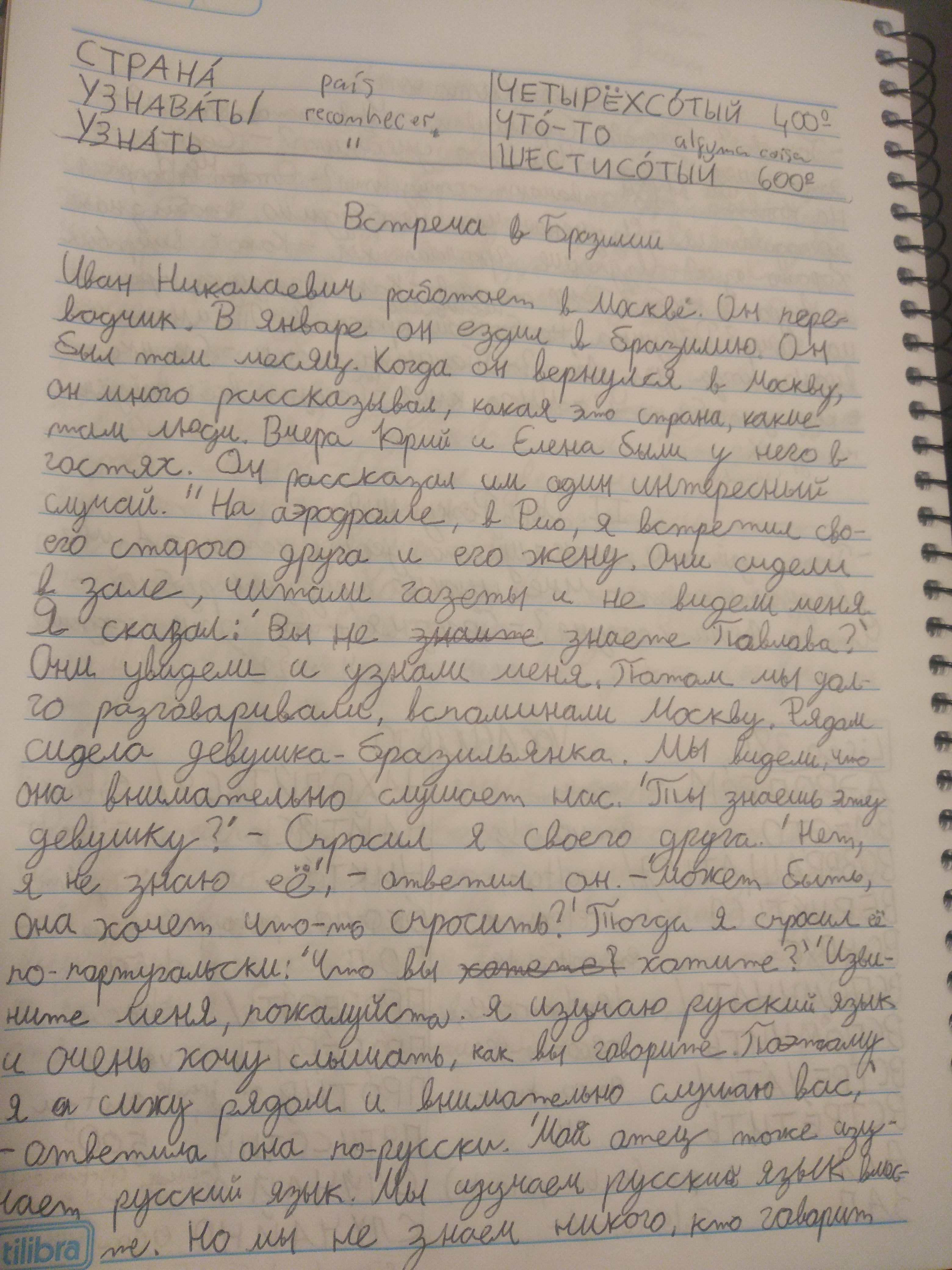
외국인 학생이 러시아어 필기체로 쓴 글. 이 글은 Встреча в Бразилии (브라질에서 만남)라고 불린다.

러시아어 필기체는 손으로 글씨를 쓸 때 사용되는 러시아어 문자의 변형이다. 일반적으로 (ру́сский) рукопи́сный шрифт (루스키) 루코피스니 슈리프트, "(러시아어) 손글씨체"로 불린다. 이것은 인쇄물에서 볼 수 있는 블록 글자 대신 사용되는 현대 러시아어 키릴 문자의 손글씨 형태이다. 또한 소문자 러시아어 이탤릭체는 종종 러시아어 필기체를 기반으로 한다(예: 라틴어 M과 유사한 소문자 т). 대부분의 러시아어 손글씨, 특히 개인 편지와 학교 숙제에서는 필기체 문자가 사용된다. 러시아 학교에서는 대부분의 어린이들이 1학년부터 이 필기체로 쓰는 방법을 배운다.

## 역사

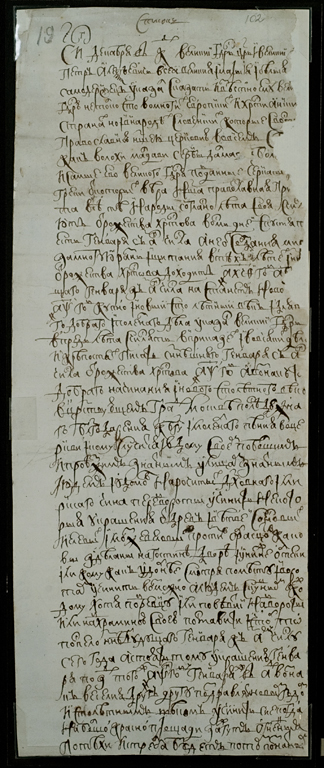
17세기 러시아 관청 필기체로 쓰인 칙령

러시아어(그리고 일반적으로 키릴 문자) 필기체는 18세기에 이전 키릴 문자 속기(ско́ропись, 스코로피스, "빠르거나 흘림체")를 기반으로 개발되었으며, 이는 다시 14~17세기 이전 키릴 문자 서책체 (우스따프 및 폴루우스따프라고 불림)의 필경체였다. 이것은 소위 "민간" (또는 표트르 시대) 인쇄 서적체와 손글씨 대응 형태가 되었다. 현대 키릴 문자 이탤릭체는 (소문자 부분에서) 대부분 필기체 글자 모양을 기반으로 한다.

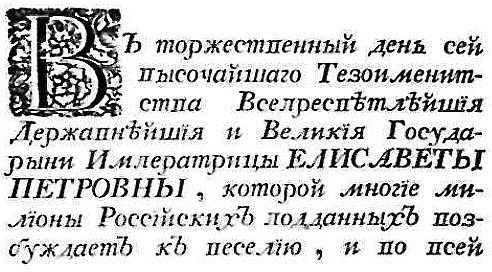
18세기 러시아어 이탤릭체 글꼴, 특이한 "사각형" 소문자 В에 주목

결과적으로 나온 필기체는 라틴어 필기체와 많은 유사점을 가지고 있다. 예를 들어, 현대 러시아어 필기체 문자 "п"는 라틴어 필기체 "n"(𝓃)과 일치할 수 있다(소리값은 완전히 다르지만). 직립 및 이탤릭 인쇄 글꼴은 유사성이 덜하다.
역사적인 러시아 관청체 (ско́ропись, 스코로피스), 현대 러시아어 필기체 (рукопи́сное письмо́, 루코피스노예 피스모) 및 현대 러시아어 속기를 혼동해서는 안 된다. 후자는 앞의 두 가지와 완전히 다르지만, 때때로 전자와 마찬가지로 ско́ропись, 스코로피스라고 불리기도 한다.

## 특징
러시아어 필기체는 현대 영어 및 기타 라틴어 필기체와 매우 유사하다. 그러나 필기체에서 인쇄체와 유사한 정도가 다양하고 특이한 혼합 시스템이 가장 흔한 라틴어 필기체와는 달리, 러시아어 필기체는 거의 전적으로 필기체로 쓰는 것이 일반적이다.

### 모호성
몇몇 소문자 필기체 글자가 점 없는 라틴어 필기체 글자 ı, 필기체 그리스어 글자 ι, 또는 필기체 글자 U의 절반과 동일한 요소를 (전체적으로 또는 부분적으로) 포함한다는 사실 때문에 모호성이 존재한다. 즉, и, л, м, ш, щ, ы가 그렇다. 따라서 이들 러시아어 글자의 특정 조합은 언어를 알거나 더 넓은 문맥이 없으면 명확하게 해독할 수 없다. 예를 들어, во'лшебник ("마법사")과 домик ("작은 집")이라는 단어에서 лш와 ми 조합은 동일하게 쓰인다. 필기체로 쓴 лишишь ("너는 빼앗을 것이다")라는 단어는 거의 전적으로 이들 요소로 구성되어 있다. 필기체 형태로 완전히 동일해지는 다른 단어의 예도 있다. 예를 들어, мщу "나는 복수한다"와 лицу (лицо "얼굴"의 여격). 가장 극단적인 형태는 잘 알려져 있지 않지만, '국가적인'을 의미하는 타지크어 단어 миллии'이다. 이 단어는 오직 이들 요소로만 구성되어 있다.
러시아어의 일부 단어는 필기체에서 Ш, Щ, И, Л, М 글자 간의 유사성 때문에 어려움을 야기할 수 있다.

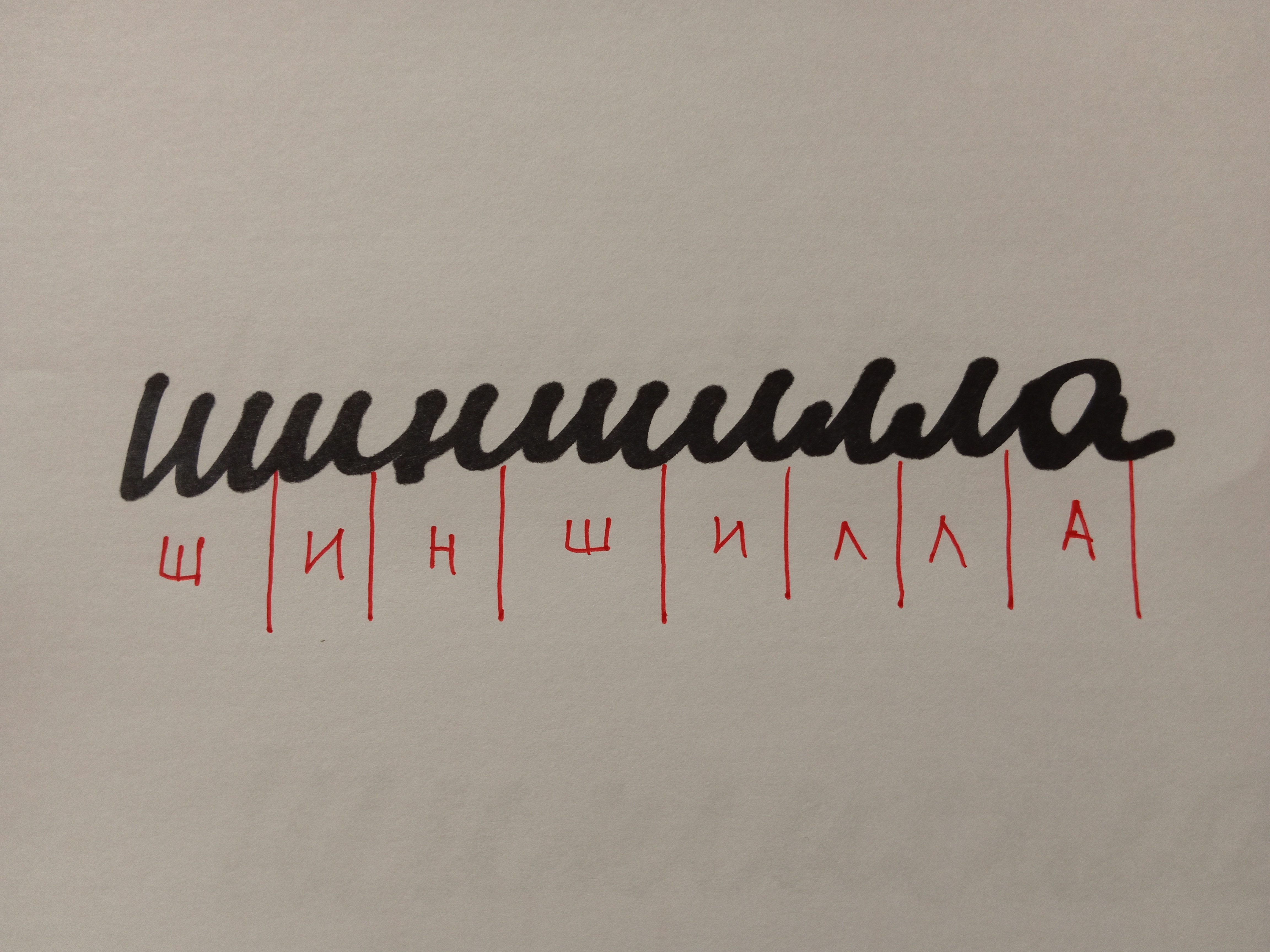
"친칠라"를 의미하는 단어 Шиншилла (신쉴라). 빨간색은 손글씨 텍스트를 분해하여 블록 글자 등가물을 보여준다.

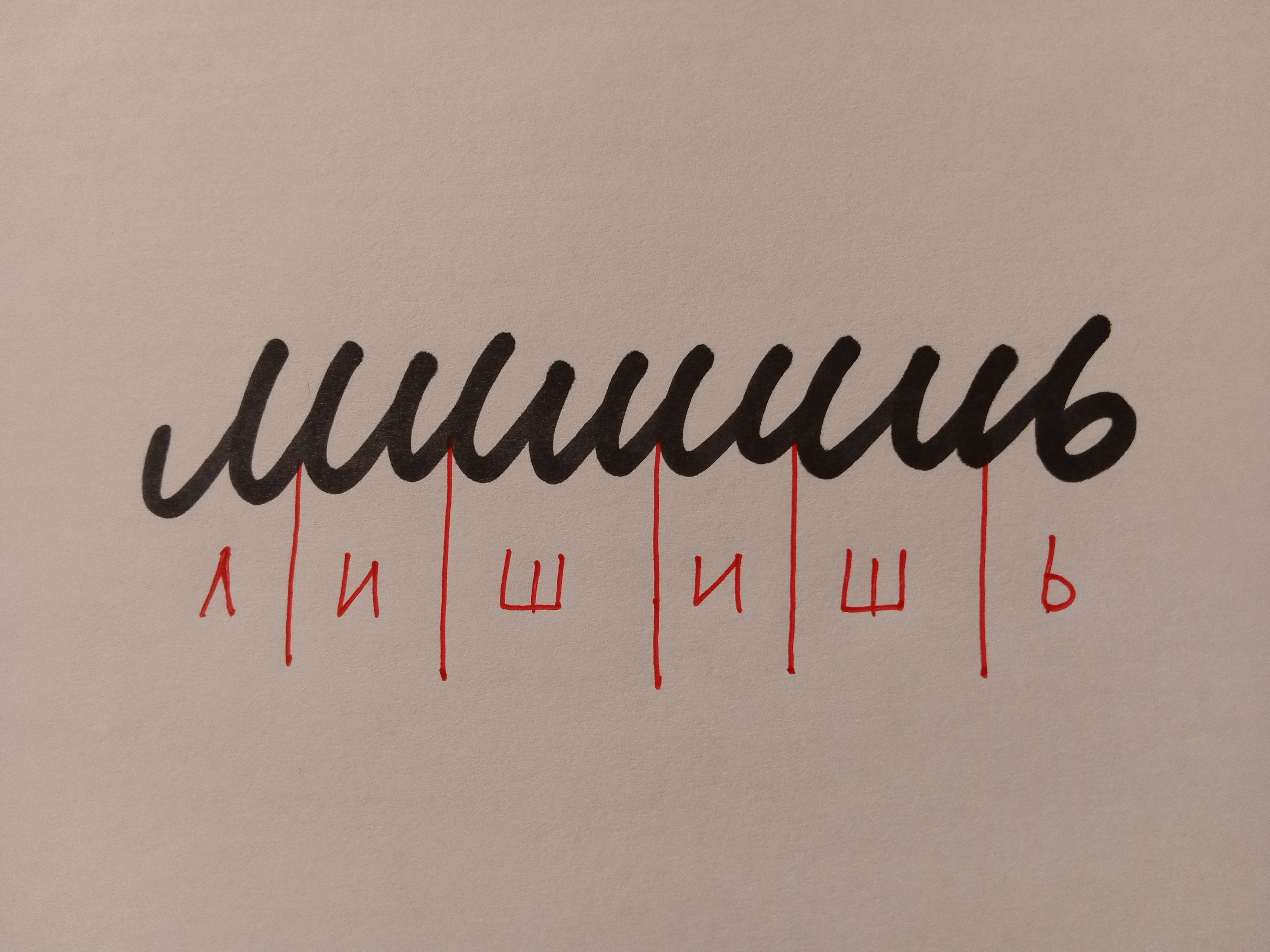
"너는 빼앗을 것이다"를 의미하는 단어 Лишишь (리시시). 빨간색은 손글씨 텍스트를 분해하여 블록 글자 등가물을 보여준다.

### 변형, 발음 구별 부호 사용

"Достоевскій"의 ⟨т⟩ 위에 양식화된 매크론이 있는 표도르 도스토옙스키의 서명

일부 필기체 형태에서는 т와 ш 사이의 구별이 모호해질 수 있는데, 이는 둘 다 𝑚 또는 ɯ 모양으로 쓰여지기 때문이다. 이러한 모호성을 완화하기 위해, 만약 그것이 т이면 문자 위에 수평 막대가 쓰여질 수 있고(𝑚̅ 또는 드물게 ɯ̅처럼), 만약 ш이면 아래에 쓰여질 수 있다(ɯ̲ 또는 드물게 m̲처럼). 또한 т를 일반적인 𝑚 모양 대신 인쇄된 형태(T 모양)로 쓰는 것이 일반적이다.
문자 д는 ꝺ 또는 ∂ 모양으로도 쓰여질 수 있다. 문자 х는 때때로 블록 소문자 라틴어 X와 동일하게 쓰여진다.

## 세르비아어 및 마케도니아어 필기체와의 차이점

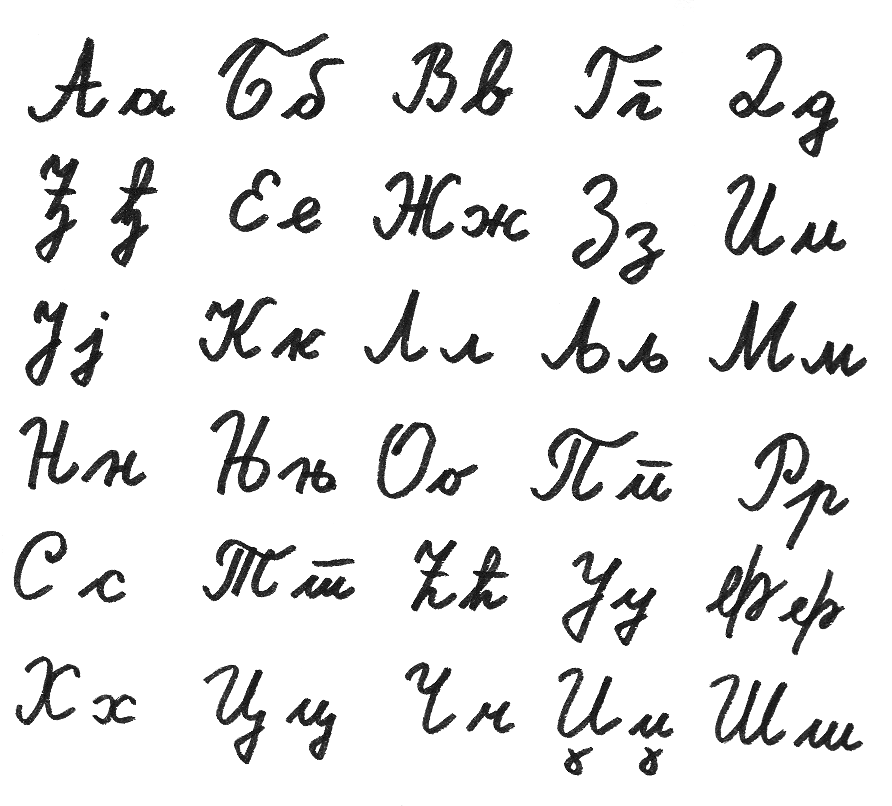
필기체로 쓰인 세르비아어 키릴 문자. 글자의 외곽선 г̄, ū, ɯ̅, Ձ가 각각 러시아어 г, 𝓃, 𝑚, Д와 어떻게 대조되는지 주목.

러시아어 필기체의 여러 글자는 세르비아어 및 마케도니아어에서 사용되는 필기체와 다르다. 따라서 세르비아어/마케도니아어 필기체 소문자 г는 러시아어와 동일하게 추가 매크론이 붙어 보이며, п는 매크론이 붙은 필기체 라틴어 u (ū)처럼 쓰이고, 글자 т는 ɯ̅ 모양으로 쓰여진다. 세르비아어 대문자 Д는 Ձ 모양과 유사하다. 글자 б, д, з, Б, Н도 러시아어 counterpart와 다르게 쓰여질 수 있다.

## 차트

현대 러시아어 필기체
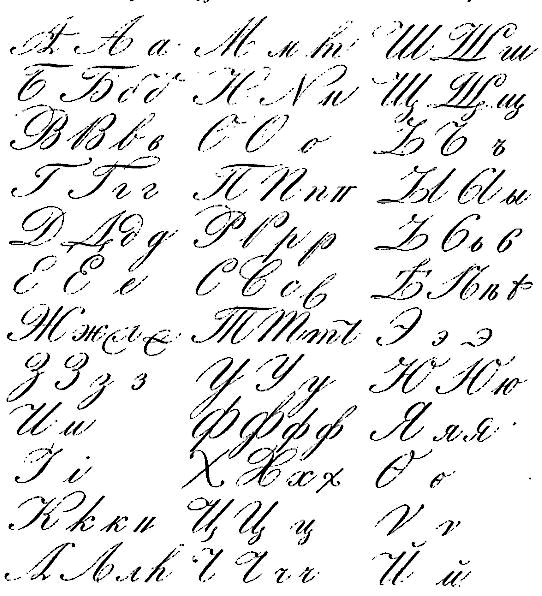
1835년 사전의 다양한 러시아어 캘리그래피 필기체
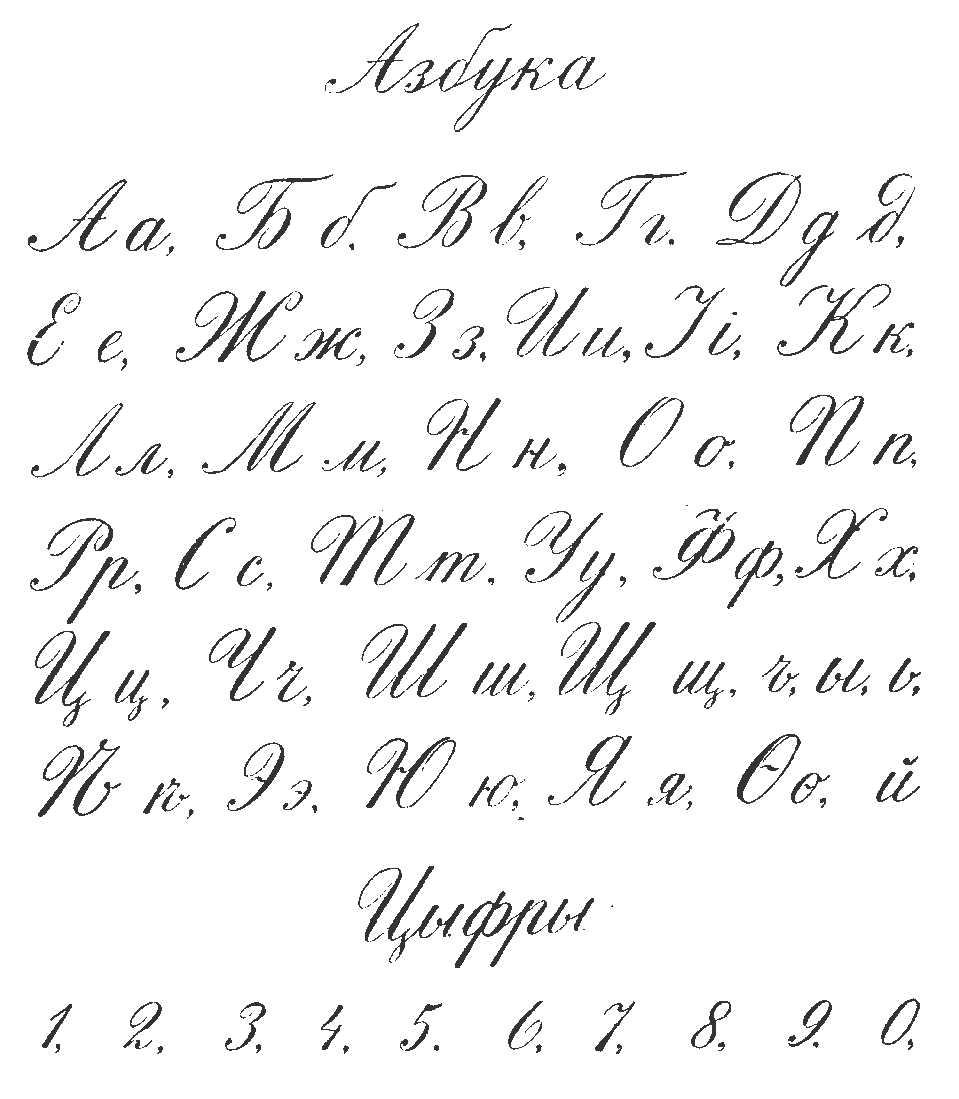
1916년 학교 교과서의 개혁 이전 러시아어 캘리그래피 필기체

## 같이 보기
- 필기체
- 러시아어 문자
- 스코로피스